# Popillia laeviscutula
Popillia laeviscutula är en skalbaggsart som beskrevs av Lin 1980. Popillia laeviscutula ingår i släktet Popillia och familjen Rutelidae. Inga underarter finns listade i Catalogue of Life.